# Жетижал
Жетижа́л (каз. Жетіжал) — село у складі Коксуського району Жетисуської області Казахстану. Входить до складу Муканшинського сільського округу.
У радянські часи село називалось Енгельса.
Населення — 885 соіб (2021; 873 у 2009, 1039 у 1999, 1430 у 1989).